# 冬の小鳥
『冬の小鳥』（朝: 여행자、仏: Une vie toute neuve、英: A Brand New Life）は、2009年公開の韓国・フランス合作映画。
監督・脚本は本作がデビュー作となるウニー・ルコント。主人公の少女を演じたキム・セロンは映画初出演。PG-12指定。
韓国の孤児院からフランスの里親に引き取られた監督自身の体験を元に描く。

## ストーリー
ソウルの女の子、ジニはとてもやさしい父と2人で暮らしていた。しかしある日彼女はバスに乗せられ、郊外の孤児院に預けられる。自分は孤児ではない。いつか迎えに来る父親がいる。そう信じているから施設になじめない。いじめにもあう。食事に手をつけず、外に出て行こうとするジニにスタッフは手を焼く。
やがてジニは年長のスッキに生理があるという「秘密」を知る。生理がある子には引き取り手がないのだ。ジニとスッキはケガをして飛べなくなった小鳥をみつけ、こっそり世話をする。秘密を共有する2人は仲良くなったが、養子となってアメリカに渡ることを夢見るスッキにジニは共感できない。ある日、アメリカ人の夫婦が見学に来る。スッキは積極的にアピールするが、ジニは下を見て黙りこくっていた。
世話をしていた小鳥が死んだ。2人で土に埋めた。施設に慰問の人形がたくさん届いた。こどもたちは喜ぶが、ジニは父の迎えがないことに苛立ち、人形を引き裂き、バラバラにして床に叩きつける。スッキがアメリカ人に引き取られることが決まった。2人一緒にアメリカに行こうという約束はかなわなかった。皆が教会に行っている間、ジニは小鳥の墓を掘り返し、さらに深く広く掘って自分の体を横たえ、自分の手で土をかけた。しかし死ぬことはできなかった。
やがてジニが、吹っ切れたような笑顔をみせるようになった。そしてフランス人の夫婦に引き取られることが決まった。皆に見送られ、身ひとつで、パスポートだけを持って飛行機に乗った。窓の外を見ながら、父の自転車の荷台で揺られる帰り道、頬で感じる、父の背中の温もりを思い出していた。フランスの空港に着いた。ジニは決心したように上を向いて歩き出した。

## キャスト
- ジニ -  キム・セロン
- スッキ - パク・ドヨン
- イェシン - コ・アソン
- 寮母 - パク・ミョンシン
- ジニの父 - ソル・ギョング
- 医者 - ムン・ソングン

## スタッフ
- 監督・脚本：ウニー・ルコント
- 製作：イ・チャンドン、ロラン・ラヴォレ、イ・ジュンドン
- 撮影：キム・ヒョンソク
- 照明：キム・ミンジェ
- 美術：ペク・ギョンイン
- 録音：チェ・ジェホ
- 衣装：クォン・ユジン
- 編集：キム・ヒョンジュ
- 音楽：ジム・セール
- 音響：イ・ソンジン、エリック・ルザシェ

## 受賞歴
- 2009年 第62回カンヌ国際映画祭特別招待
- 2009年 東京国際映画祭アジアの風部門：最優秀アジア映画賞
- 2010年 アジア女性映画祭：ネットワーク賞